# Guerrobunus minutus
Guerrobunus minutus is een hooiwagen uit de familie Phalangodidae.